# Odontosyllis cucullata
Odontosyllis cucullata är en ringmaskart som först beskrevs av Terry T. McIntosh 1908.  Odontosyllis cucullata ingår i släktet Odontosyllis och familjen Syllidae. Arten har ej påträffats i Sverige. Inga underarter finns listade i Catalogue of Life.